# Tali Fahima
Tali Fahima (Qiryat Gat, 8 de febrer de 1976) és una activista israeliana pro-Palestina condemnada pels seus contactes amb Zakariya Zubeidi, líder de les Brigades dels Màrtirs d'Al-Aqsa, responsable d'atemptats suïcides i altres atacs contra israelians. Fahima va ser acusada de proporcionar informació a l'enemic i de col·laborar amb una organització terrorista, càrrecs que comporten la pena de mort a Israel. La fiscalia de l'Estat volia imposar cadena perpètua. Finalment, va passar 30 mesos a la presó. Ha estat la primera dona jueva empresonada en arrest administratiu, és a dir, detinguda i empresonada per l'Estat sense judici previ. També és la primera israeliana detinguda per col·laboracionisme.
Fahima va afirmar a The Guardian just després de la seva posada en llibertat: "El meu primer crim va ser rebutjar treballar amb el Xin Bet, el segon va ser insistir en anar a veure els palestins i el tercer va ser protestar contra la política d'assassinats israeliana".

## Biografia
Tali Fahima va néixer a Qiryat Gat, una ciutat del Districte del Sud d'Israel, en una família jueva d'origen algerià i marroquí. Després de passar pel servei militar obligatori, va traslladar-se a Tel-Aviv i va treballar com a secretària jurídica. Fins al 2003, Fahima votava el partit conservador Likkud, liderat llavors per Ariel Xaron, Primer Ministre d'Israel entre 2001 i 2006. Segons el Haaretz, això va canviar quan va llegir una entrevista a Zakariya Zubeidi, líder de les Brigades dels Màrtirs d'Al-Aqsa, en la què ell explica com havia passat de ser activista a convertir-se en terrorista. En aquell moment, Zubeidi era un dels principals objectius a aniquilar per l'armada israeliana, i era una figura mediàtica desatacada que apareixia als mitjans de comunicació, sobretot gràcies a la seva aparició al documental Arna's Children. El 2003, militars isrelians havien matat la seva mare i el seu germà.
Fahima va interessar-se pel conflicte palestí i va començar a visitar regularment la ciutat cisjordana de Jenin, que havia quedat devastada en un atac israelià el 2003. En aquella època va parlar amb molts milicians palestins, entre ells Zubeidi, i per primera vegada va escoltar crítiques a l'ocupació israeliana. Com explicaria més tard, el maig de 2004 va passar dues setmanes a Jenin acompanyant Zubeidi per evitar que fos assassinat pels serveis de seguretat israelians, "disposada a actuar com a escut humà".
Una setmana abans que Fahima fos arrestada, va rebre una trucada d'un agent del Xin Bet, el servei d'intel·ligència d'Israel, que la va convidar a una trobada en una estació de policia a Qiryat Gat, la seva ciutat natal. Fahima va rebutjar la proposta.

## Detenció
Fahima a ser detinguda el 8 d'agost de 2004 acusada de donar suport a una organització terrorista, proporcionar informació a l'enemic i ajudar l'enemic en temps de guerra. Shaul Mofaz, el Ministre de Defensa, que va firmar l'ordre de detenció, va dir que Fahima havia participat en "la planificació d'un atac terrorista a Israel". Va ser interrogada durant un mes i després va restar sota arrest administratiu tres mesos. És la primera dona jueva sotmesa a una detenció ordenada per l'Estat sense judici previ.
Es creia que Fahima havia traduït i llegit a les Brigades dels Màrtirs d'Al-Aqsa material sensible que les Forces de Defensa d'Israel haurien perdut a Janin en una operació de maig del 2004. Quan aquesta dada de la investigació es va fer pública, es va aixecar polèmica al voltant de les forces de seguretat per haver possibilitat que documents importants acabessin en mans d'activistes pro-Palestina.
Durant l'arrest, els serveis de seguretat van filtrar informacions als mitjans de comunicació on s'insinuava que Fahima tenia una relació sentimental amb Zubeidi, i la premsa va fer-se'n ressò, tot i que els dos ho havien negat en tot moment. Va ser etiquetada de "traïdora", "la puta dels àrabs" i altres insults lligats la seva condició de dona, i es va convertir en objecte d'escarni per l'opinió pública.

## Sentència
El 23 de desembre de 2005 se li van atribuir càrrecs menys seriosos del que inicialment es preveia: tan sols va prevaldre l'ajuda a l'enemic en temps de guerra. Fahima va admetre haver mantingut contacte amb palestins amb la intenció de danyar la seguretat estatal. També va admetre haver facilitat informació a l'enemic i haver violat l'ordre legal que prohibeix l'entrada dels israelians a territori palestí controlat per les autoritats, i va explicar que havia passat dues setmanes a Jenin el maig de 2004.
El desembre d'aquell mateix any va ser acusada de reunir-se i d'ajudar un agent enemic i d'accedir a territori palestí, i se la va condemnar a una pena de tres anys de presó.
L'octubre de 2006, amb dos terços de la pena complerts, la primera petició per una posada en llibertat anticipada va ser denegada per mala conducta. Va ser posada en llibertat el gener de 2007, un any abans del què preveia la sentència, per bona conducta. Té prohibit abandonar el país, contactar agents estrangers i accedir a les àrees de Cisjordània controlades per palestins.